# Yamaha TZ 750
Die Yamaha TZ 750 war ein käufliches Rennmotorrad des japanischen Herstellers Yamaha, das in der Formel 750 eingesetzt wurde. Von der Saison 1974 bis zum Ende der Formel mit der Saison 1979, war die in 567 Exemplaren gebaute Yamaha TZ 750 das dominierende Rennmotorrad in dieser Rennserie. Darüber hinaus waren Werksrennmaschinen dieses Modells bei Daytona 200 erfolgreich.

## Geschichte und Technik
Die Formel 750, die ursprünglich für seriennahe Motorräder aufgelegt wurde, nutzte Yamaha, um mit in größeren Stückzahlen gebauten Production-Racern teilzunehmen. Für das erste Modell, die TZ 700 (TZ 750 A) mit 694 cm³ Hubraum, war der Motor der seit einem Jahr gebauten Yamaha TZ 350 Vorbild. Das A-Modell erreichte eine Leistung von 90 PS bei 10.500/min, die TZ 750 B (1975), mit vergrößerter Bohrung (von 64 auf 66,4 mm) und damit 747 cm³ Hubraum, bereits 105 PS. Bis zum letzten Modell, der TZ 750 F (1979) mit 747 cm³ Hubraum (Bohrung/Hub: 66,4 × 54 mm) wurde die Leistung stetig gesteigert, bis sie letztlich mit über 120 PS angegeben wurde.
Der wassergekühlte Reihenmotor mit kontaktloser Thyristor-Magnetzündung wurde über vier 34-mm-Mikuni-Vergaser mit Öl-Kraftstoff-Gemisch (1 : 16) versorgt. Über ein Sechsganggetriebe mit Fußschaltung (links) wurde die Kraft mit offen laufender Kette an das Hinterrad übertragen. Das Fahrwerk bestand aus einem Doppelschleifen-Rohrrahmen mit ölgedämpfter Teleskopgabel vorn und, ab dem Modell D 1977, mit einer Cantileverschwinge und ölgedämpftem Zentralfederbein hinten (vorher Schwinge mit zwei Federbeinen). Die Reifengröße war 3.25–18 vorn und 3.50–18 (3.75–18, ab Modell D) hinten. Vorn hatte die TZ 750 eine hydraulisch betätigte Doppelscheibenbremse, hinten eine Einscheibenbremse. Der Benzintank fasste 29 Liter, der Ölvorrat 1,5 Liter.
Die Yamaha TZ 750  („The Beast“) war das leistungsstärkste und schnellste käufliche Rennmotorrad der damaligen Zeit. Sie litt – wie stark motorisierte Motorräder der 1970er-Jahre – unter Fahrwerksproblemen, unter anderem  Hochgeschwindigkeitspendeln durch fehlende Rahmenstabilität und zu „dünne“ Standrohre, das selbst die Spitzenfahrer vor Probleme stellte. Eine weitere Ursache waren die damaligen diagonalen Rennreifen, die dem Leistungseinsatz nicht gewachsen waren. Der Kaufpreis betrug damals (1977) rund 20.000 DM. Heute (Stand 2015) werden gut erhaltene Exemplare zwischen 42.000 und 53.000 Euro gehandelt.

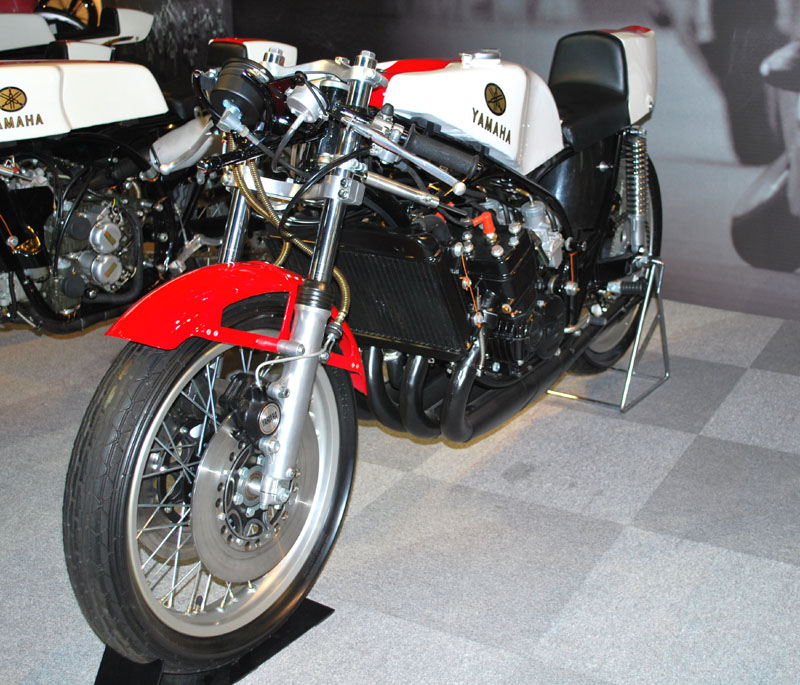
TZ 750 A (1974)
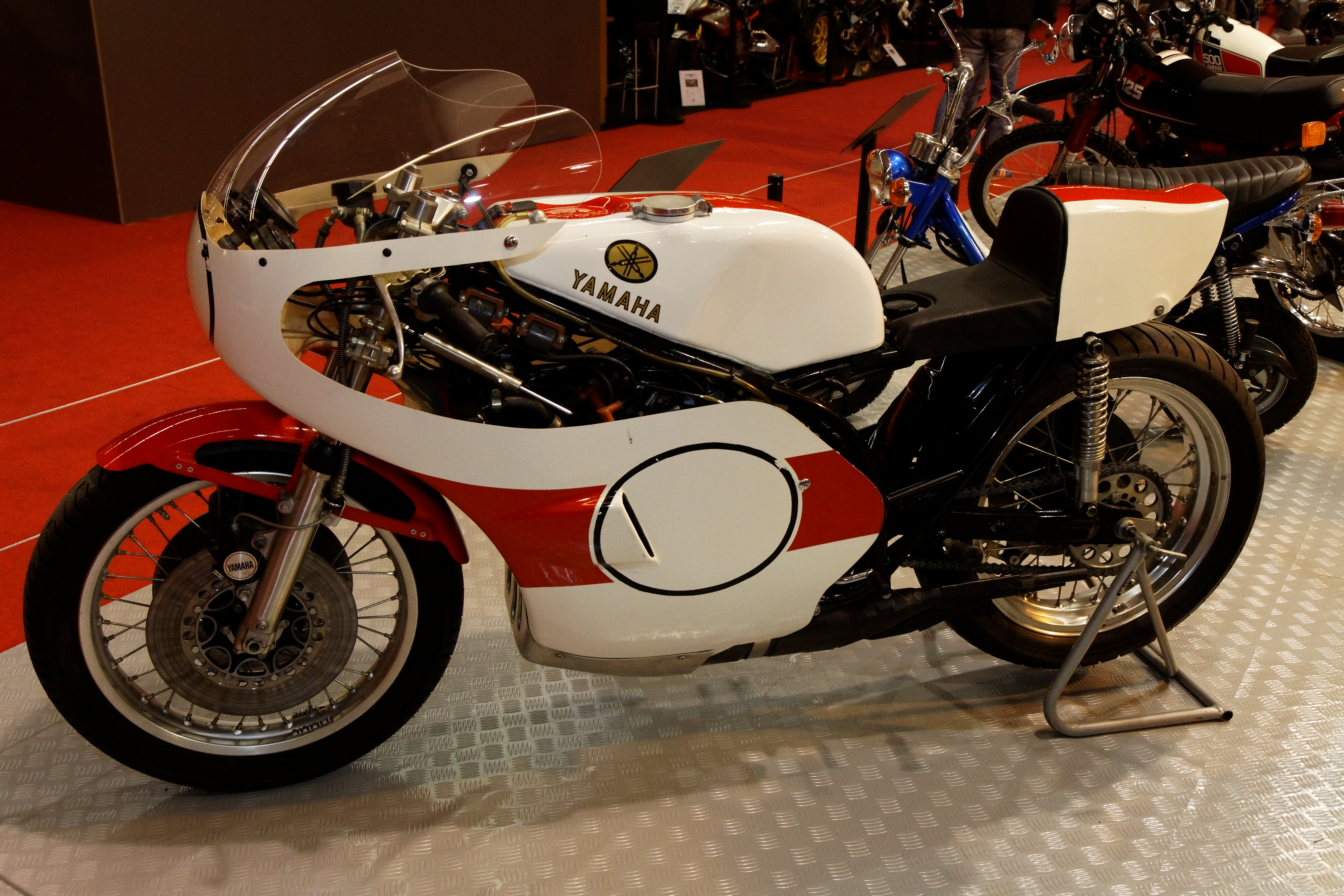
OW 31 (1974)
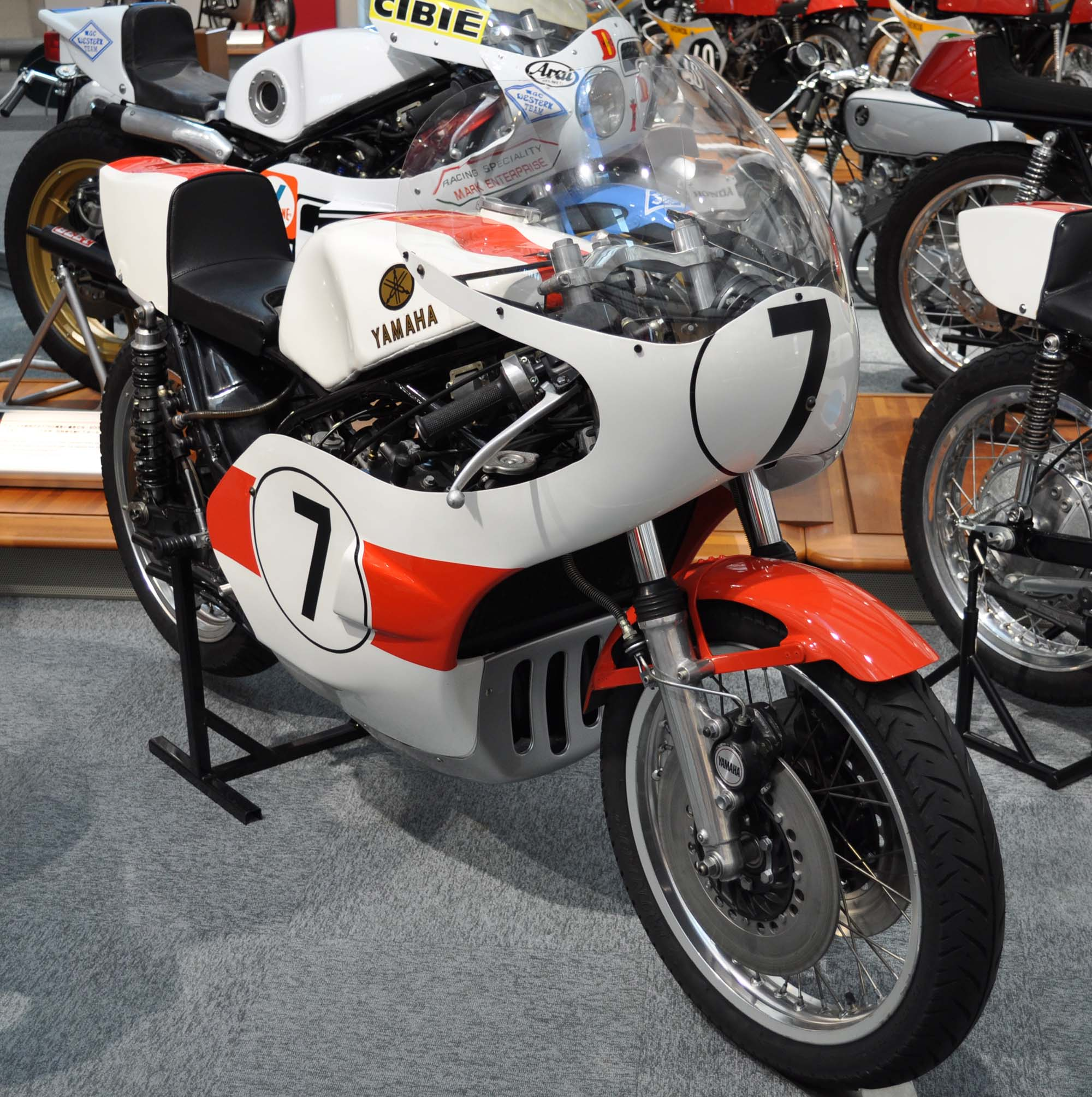
TZ 750 C (1976)
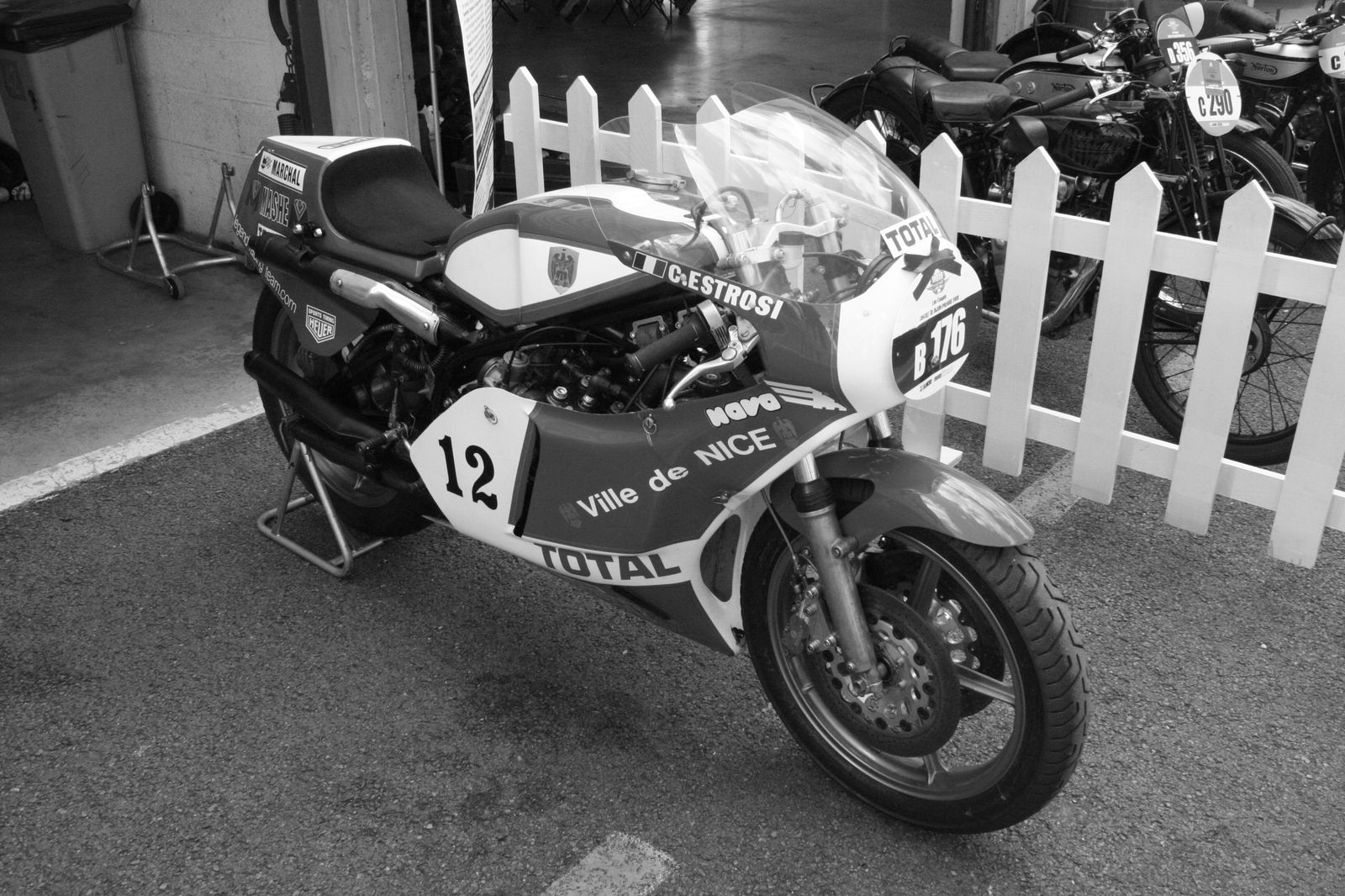
TZ 750 D (1977)
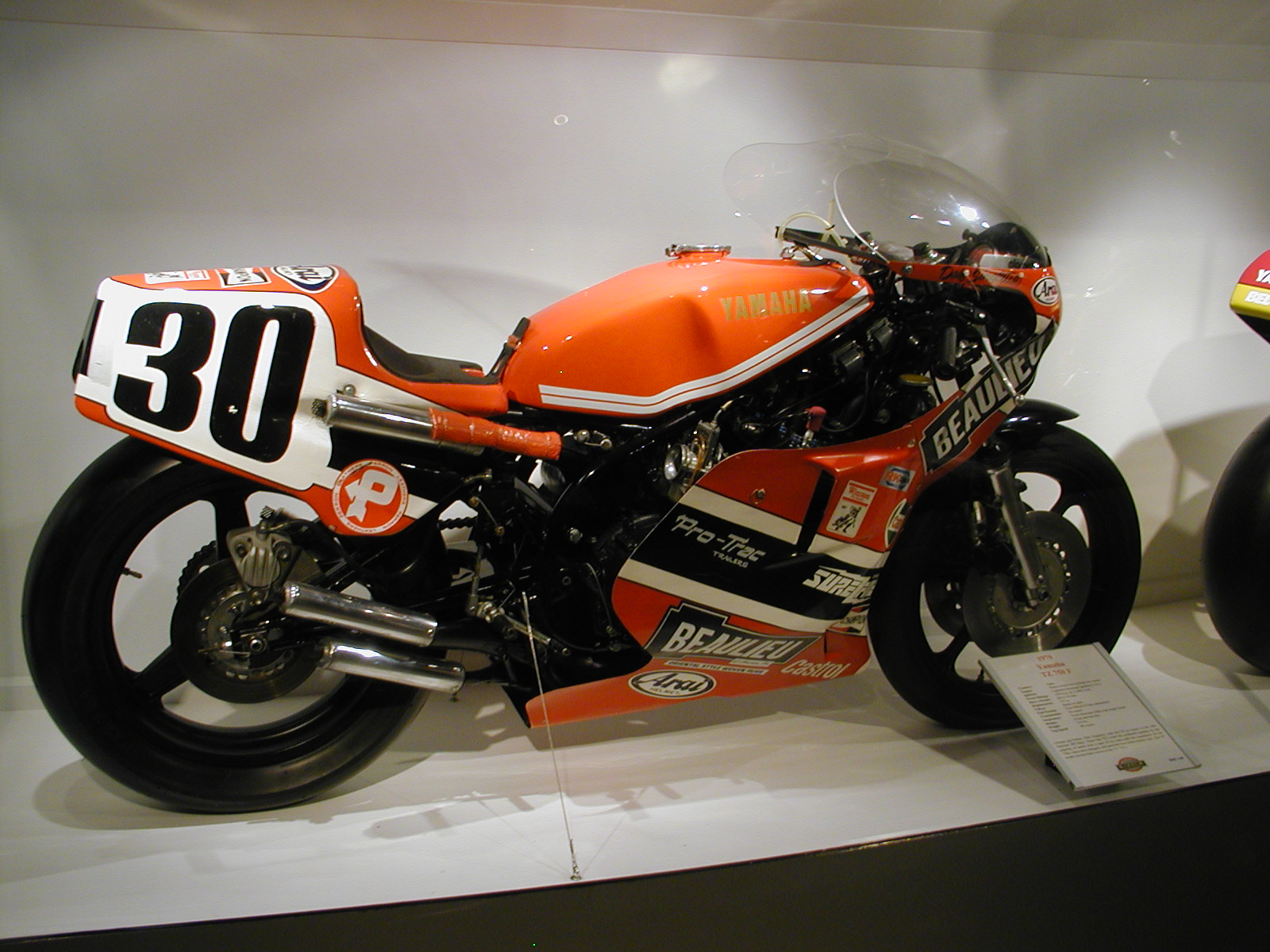
TZ 750 F (1979) Daytona-Version

## Technische Daten
|                        | TZ 750 A           | TZ 750 B            | TZ 750 C            | TZ 750 D            | TZ 750 E            | TZ 750 F            |
| Baujahr                | 1974               | 1975                | 1976                | 1977                | 1978                | 1979                |
| Hubraum                | 694 cm³            | 747 cm³             | 747 cm³             | 747 cm³             | 747 cm³             | 747 cm³             |
| Bohrung/Hub            | 64 × 54 mm         | 66,4 × 54 mm        | 66,4 × 54 mm        | 66,4 × 54 mm        | 66,4 × 54 mm        | 66,4 × 54 mm        |
| Leistung/bei           | 90 PS 10.500 min−1 | 105 PS 10.500 min−1 | 105 PS 10.500 min−1 | 120 PS 10.500 min−1 | 120 PS 11.000 min−1 | 120 PS 11.000 min−1 |
| Radstand               | 1407 mm            | 1407 mm             | 1407 mm             | 1390 mm             | 1390 mm             | 1390 mm             |
| Lenkkopfwinkel in Grad | 63                 | 63                  | 63                  | 64                  | 64                  | 64                  |
| Nachlauf in mm         |                    |                     |                     | 97                  | 97                  | 97                  |
| Leergewicht in kg      | 157                | 157                 | 157                 | 152                 | 152                 | 152                 |
| Stückzahlen            | 213                | 46                  | 40                  | 30                  | 162                 | 76                  |

## Werksmaschinen

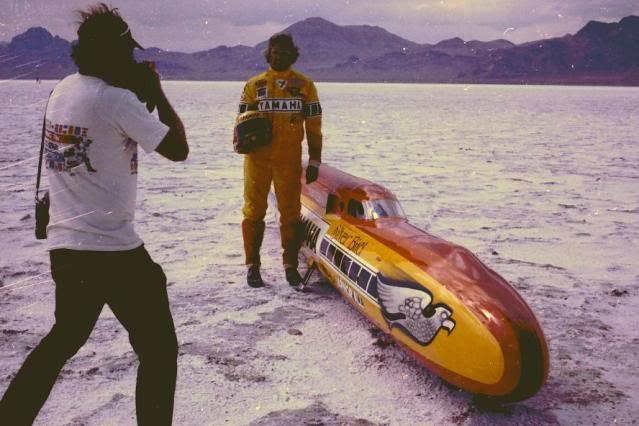
Don Vescos Silver Bird

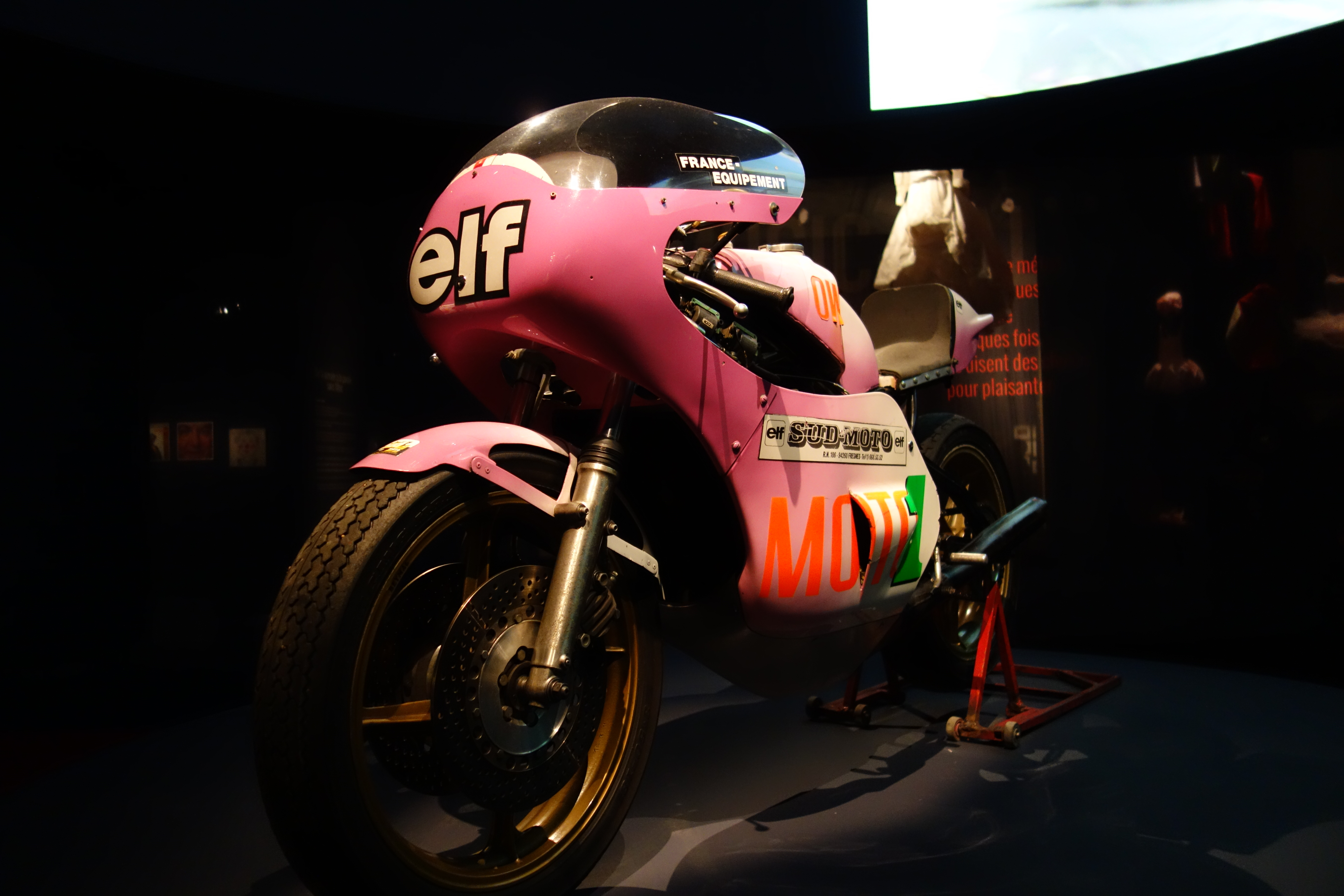
Die Weltrekordmaschine von Coluche (1985)

Um die Homologation der TZ 750 als Rennmotorrad für die Formel 750 zu erhalten, sah die FIM zunächst eine Stückzahl von mindestens 200 Fahrzeugen vor, die Ende 1974 auf 25 Exemplare reduziert wurde. Mit dem Nachweis der Homologation brachte Yamaha auch spezielle Werksmaschinen (Yamaha OW 31) zum Einsatz, die im Wesentlichen baugleich, jedoch technisch dem Production-Racer voraus waren und mehr Leistung aufwiesen. Die Werksmaschine von 1975 hatte bereits eine Leistung von 130 PS und die Cantileverschwinge, und Kenny Roberts’ und Steve Bakers Werksrenner von 1976 brachten es auf 140 PS.

## Sonstiges
Zwei gekoppelte Motoren des Modells A mit jeweils 694 cm³ Hubraum wurden von Don Vesco als Antrieb für sein Rekordfahrzeug „Silver Bird“ benutzt. Am 28. September 1975 stellte er mit 487,515 km/h einen neuen Geschwindigkeitsweltrekord für Motorräder auf.
Auf einer Yamaha TZ 750 D OW31, stellte der französische Schauspieler und Komödiant Coluche am 19. September 1985 auf der Teststrecke von Nardò mit einer Durchschnittsgeschwindigkeit von 252,087 km/h einen Geschwindigkeitsweltrekord für Motorräder über den fliegenden Kilometer auf.